# Roping
Roping är gren inom westernridning som omfattar olika sätt att från hästryggen hantera en lasso. Roping är indelad i tre olika klasser, Dummy roping, Dummy stopping och Dummy tying. Samtliga klasserna är tidsgrenar, så kallade Time events. 

## Bakgrund
I USA används lassot som ett dagligt arbetsredskap i ranchlivet. Lika väl som att friidrottare började tävla i löpning mot varandra, började cowboys tävla gentemot varandra om vem som snabbast kunde fånga en kalv.

## Roping i Sverige
I Sverige är det inte tillåtet att använda levande boskap, istället används en konstgjord kalv, en dummy. Det hela går ut på att ekipaget på snabbast möjliga tid skall fånga dummyn med lasso. Starten sker i en box med kalven bredvid, utanför boxen. När ryttaren nickar åker dummyn iväg. I de flesta fall står kalven på en släde och dras av en fyrhjuling. Ekipagets uppgift är att galoppera ifatt dummyn och träffa/fånga kalven, som då lossar från släden.
Dummy roping är den gren då ryttaren skall göra en avsittning från hästen, ofta på höger sida. Sedan skall ryttaren springa fram till kalven (dummyn), medan hästen bakar bakåt så att repet/lassot sträcks. När repet är sträckt och ryttaren slår på kalven stannar tiden. 
Dummy stopping går ut på att ryttaren inte skall sitta av efter att ha träffat dummyn, utan i stället göra en så kallad ”Dally”. Då slår ryttaren lassot runt sadelhornet, och därefter backar hästen tills repet är sträckt. Tiden stoppas när momentet är utfört och repet ligger kvar runt dummyns hals. 
Dummy tying har samma regler som Dummy roping förutom att när ryttaren fångat dummyn skall ryttaren sitta av på valfri sida och ta sig fram till dummyn medan hästen backar upp så lassot sträcks. Ryttaren skall ha en så kallad piggingstring med sig; ofta har ryttaren piggingstringen i munnen. Tre ben på dummyn skall korsas och knytas samman med minst ett varv och ett halvslag. När ryttaren knutit dummyn och hästen har sträckt lasson, sträcker ryttaren armarna i luften och domaren stoppar tiden.

### Kända ryttare
En stor svensk ryttare inom roping är Tommy Arvidsson. Han har vunnit flera tävlingar men satsar inte bara på sin egen karriär, utan arbetar även med att rida in och utbilda ropinghästar samt att lära andra ryttare roping. För att få en djupare inblick i roping har Tommy Arvidsson gjort flera filmer, bland annat en om roping, allt för att sprida kunskap.